# Klasskamp

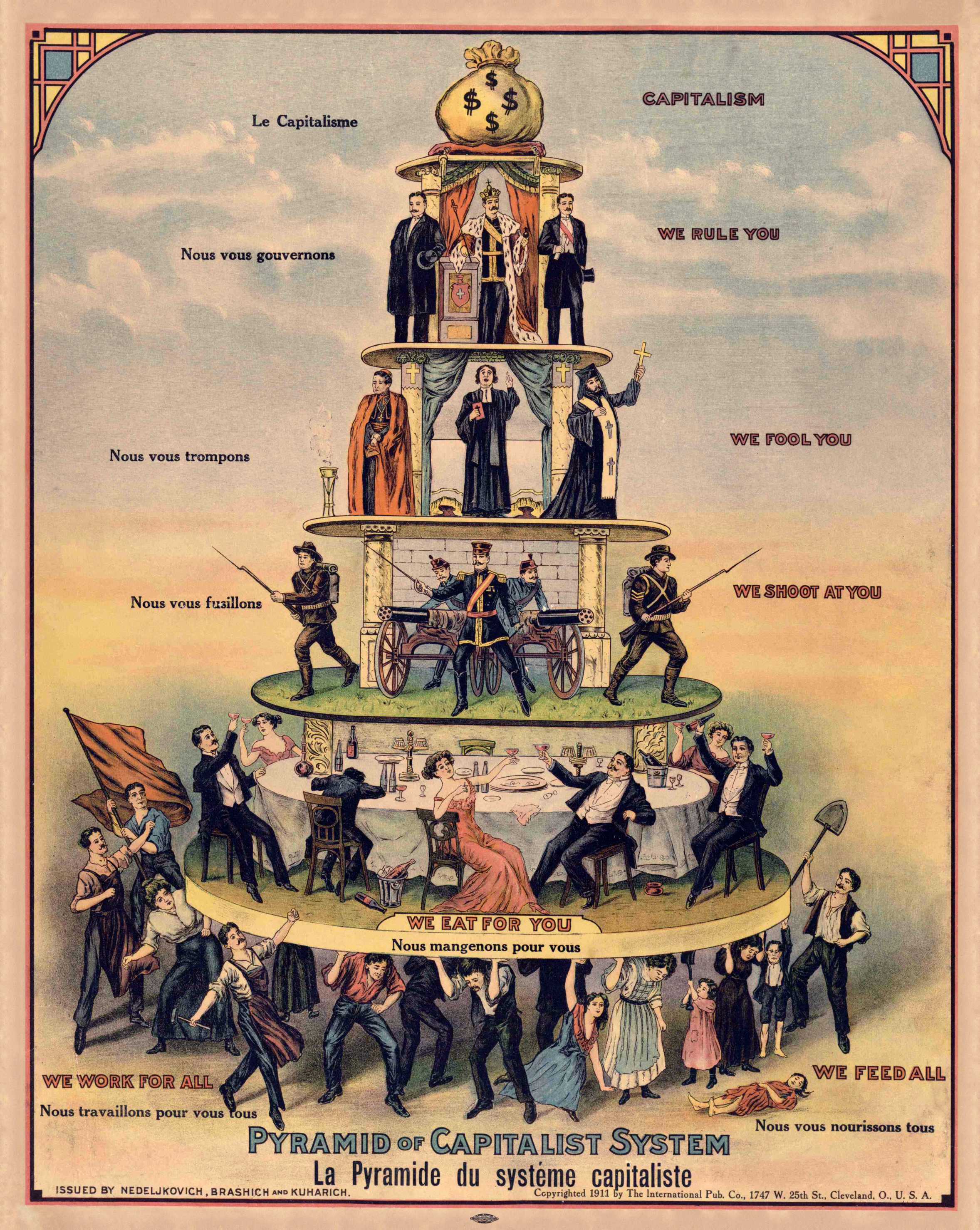
Den kapitalistiska pyramiden, en känd antikapitalistisk affisch från 1911 av Industrial Workers of the World, som kan tolkas som en uppmaning till klasskamp.

Klasskamp är en socialpolitisk teori och ett slagord inom samma fält. Uttrycket präglades 1848 av Karl Marx i det Kommunistiska manifestet. Samtidigt och senare har en mängd likartade ord med klass som första led bildats och blivit gängse i den sociala och politiska diskussionen, till exempel klasshat, klassinstinkt, klassintresse, klasslag, klassmedvetande, klassmedveten (oftast liktydigt med socialistisk) och klassamhälle.
| ”                                                                 | Historien om alla hittillsvarande samhällen är historien om klasskamp | „ |
| – Karl Marx och Friedrich Engels, Kommunistiska manifestet (1848) |                                                                       |   |

Tanken om socialt framåtskridande genom klasskamp utgör ett centralt politiskt begrepp inom marxismen. Begreppet används för att beteckna kampen mellan framför allt två samhällsklasser: de som äger produktionsmedlen (borgarklassen) och de som genom sitt arbete utför produktionen (arbetarklassen). Klasskampen är i grunden en benämning på den intressekonflikt som därigenom finns mellan arbete och kapital.
En motsats till klasskampen finns i klassamarbetet, som återfinns inom korporativismen.[källa behövs]

## Olika tolkningar och värderingar av begreppet
Läran om klasskamp har alltid varit kontroversiell. Medan politiska motståndare till marxismen hävdat att den enbart syftar till konfrontation och öppen strid, i sista hand revolution, har den även inom olika traditioner efter Marx tolkats och värderats olika.
Karl Kautsky hävdade att klasskampen ofta i själva verket varit en strid om status. Vladimir Lenin däremot skärpte Marx teori om klasskamp. Han kritiserade "primitiva" former av klasskamp och menade att arbetaren måste gripa makten med våld för att uppnå den socialistiska fasen "proletariatets diktatur", eftersom staten annars fungerade helt som ett redskap eller vapen i den härskande klassens händer. I nyare marxistisk teori har staten i stället ofta betraktats som en arena för klasskampen.